# Lozen

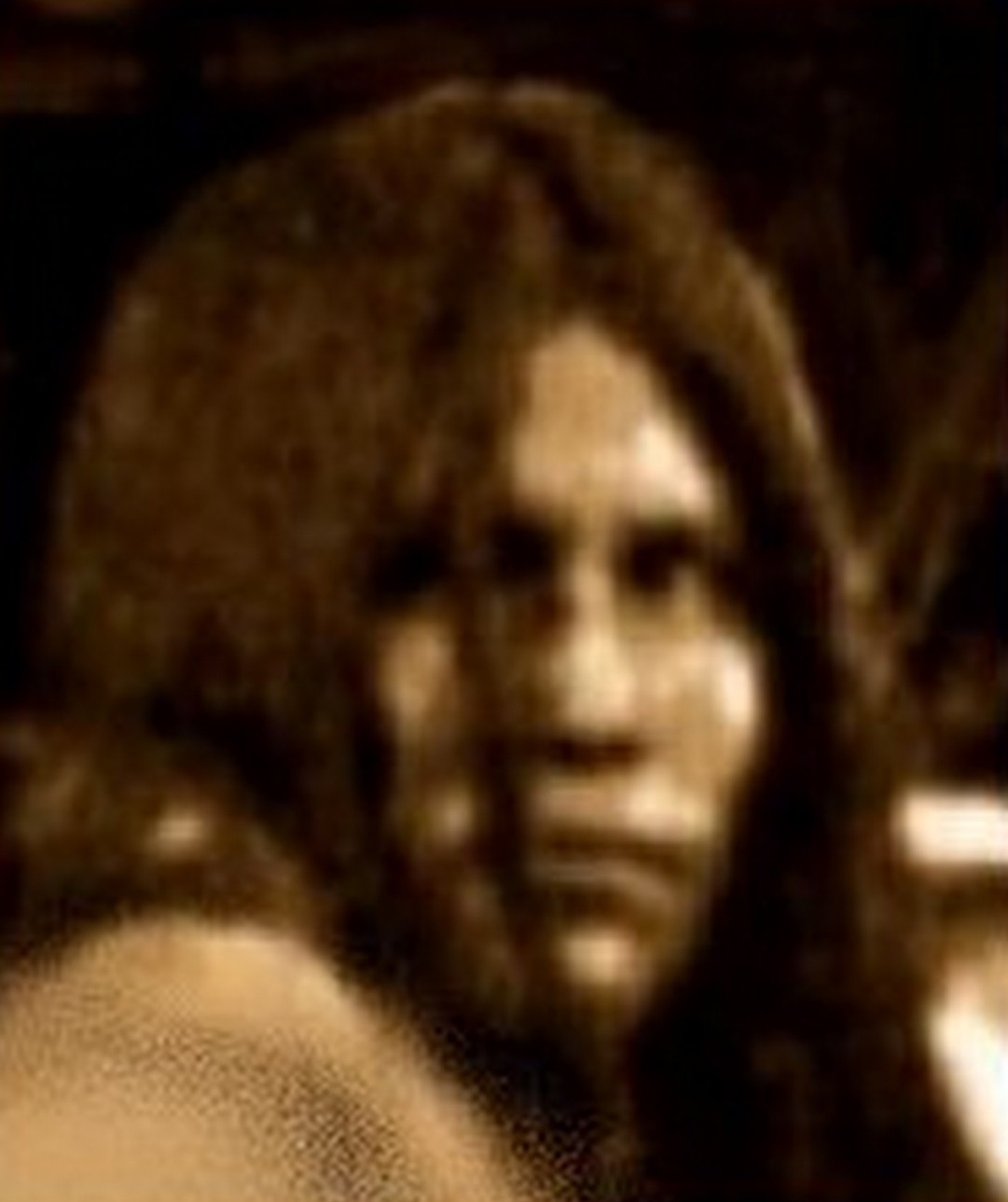
Lozen - Kriegerin der Chi-hen-ne-Bedonkohe-Apachen

Lozen (= geschickte Pferdediebin) (* 1840; † 17. Juni 1889) war eine Kriegerin und Schamanin der Chihenne-Apachen.

## Leben
Sie war die jüngere Schwester von Häuptling Victorio. Die Chihenne mit den Bedonkohe, Chokonen und Nednhi werden zusammenfassend oft als Chiricahua bezeichnet, dabei agierten die Chihenne vollständig unabhängig von den anderen Gruppen (Gotahs).
Die junge Lozen wurde von vielen Kriegern umworben. Sie war etwa 16 Jahre alt, als ein Fremder in ihrem Dorf auftauchte, in den sie sich verliebte. Doch verließ dieser das Dorf wieder und Lozen schwor, nie zu heiraten. Stattdessen war sie eine der wenigen Apache-Frauen, die sich für einen Weg als Kriegerin entschieden. Sie war gerade im Umgang mit Pferden, aber auch im Lassowerfen und Pferdestehlen vielen Kriegern überlegen. Nebst ihrem kriegerischen Geschick soll sie auch die Fähigkeiten besessen haben, den Standort der Feinde vorauszusagen und Kranke zu heilen, sie verfügte daher über Inda-ce-ho-ndi (engl. Enemies-Against-Power). Lozen hatte bei den Apache den Status einer heiligen Frau und wurde in den Rat der Krieger aufgenommen.
Nach langem Kampf gegen die vordringenden US-Truppen zogen die Chi-hen-ne-Apachen 1871 in die San-Carlos-Reservation. 1880 ergriffen sie halb verhungert die Flucht. Lozen soll die dazu notwendigen Pferde gestohlen haben. Noch im selben Sommer erlitten die Chi-hen-ne bei einem Kampf mit den Weißen große Verluste. Auch Lozens Bruder Victorio wurde tödlich verletzt. Es folgten Jahre eines letzten verzweifelten Krieges gegen die Weißen. 
Lozen kämpfte zuweilen zusammen mit dem Bedonkohe-Schamanen Geronimo in dessen Gruppe. Im September 1886 mussten sie sich ergeben. Lozen wurde mit anderen Apachen-Kriegern gefangen genommen und in ein Gefängniscamp am Mount Vernon, in der Nähe von Alabama verschleppt, wo sie am 17. Juni 1889, an Tuberkulose verstarb. Ihr Leichnam wurde ihrem Stamm zur Bestattung zurückgegeben.